# Аморі Лево
Аморі Лево  (фр. Amaury Leveaux, 2 грудня 1985) — французький плавець, олімпійський чемпіон.

## Виступи на Олімпіадах
| Олімпіада   | Дисципліна                            | Місце |
| ----------- | ------------------------------------- | ----- |
| Афіни 2004  | естафета 4 × 100 вільним стилем       | 7     |
| Афіни 2004  | естафета 4 × 200 вільним стилем       | 7     |
| Пекін 2008  | плавання на 50 метрів вільним стилем  | 2     |
| Пекін 2008  | плавання на 200 метрів вільним стилем | 18    |
| Пекін 2008  | естафета 4 × 100 вільним стилем       | 2     |
| Пекін 2008  | естафета 4 × 200 вільним стилем       | 11    |
| Лондон 2012 | плавання на 50 метрів вільним стилем  | 18    |
| Лондон 2012 | естафета 4 × 100 вільним стилем       | 1     |
| Лондон 2012 | естафета 4 × 200 вільним стилем       | 2     |